# رينيه موراكس
رينيه موراكس (و. 1873 – 1963 م) هو ممثل، وكاتب مسرحي سويسري، ولد في مورس، توفي في مورس، عن عمر يناهز 90 عاماً.

## جوائز
حصل على جوائز منها:

جائزة رامبرت ‏

## روابط خارجية
- رينيه موراكس على موقع ميوزك برينز (الإنجليزية)
- رينيه موراكس على موقع ديسكوغز (الإنجليزية)